# Boltenia yossiloya
Boltenia yossiloya is een zakpijpensoort uit de familie van de Pyuridae. De wetenschappelijke naam van de soort is voor het eerst geldig gepubliceerd in 2010 door Shenkar & Lambert.